# Línea de alta velocidad Madrid-Extremadura
La línea de alta velocidad Madrid-Extremadura-Frontera portuguesa, comúnmente llamada línea de alta velocidad Madrid-Extremadura, es una línea de alta velocidad de España, de tráfico de pasajeros, actualmente en funcionamiento parcial, perteneciente a la Red Ferroviaria de Interés General gestionada por la empresa pública estatal Adif-Alta Velocidad.
Forma parte del corredor 3 de la Red Transeuropea de Ferrocarril de Alta Velocidad y en ese concepto recibe subvenciones de la Unión Europea a través de la Comisión Europea y del Banco Europeo de Inversiones y se considera estratégica para aumentar la cohesión territorial. La interoperabilidad de la red facilitará el movimiento de pasajeros y mercancías por el corredor del arco atlántico. Actualmente hay varios tramos en construcción entre las ciudades de Navalmoral de la Mata y Badajoz.

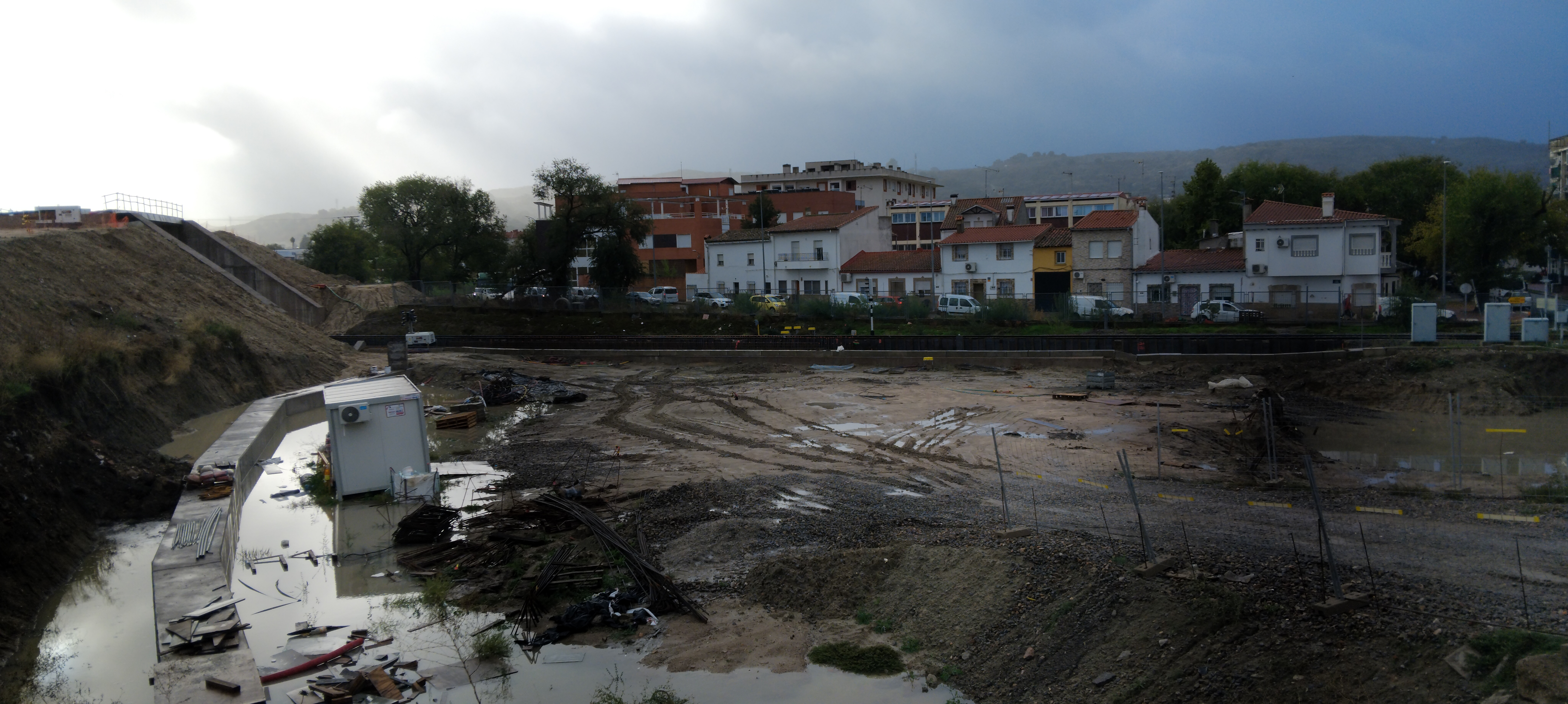
Obras Tren Alta Velocidad. Navalmoral de la Mata. Octubre 2024

La línea está proyectada en ancho internacional (1435 mm) en lugar de en ancho ibérico (1668 mm), sin embargo en la primera fase se ha montado vía en ancho ibérico con traviesa polivalente. En principio, el trazado original iba a conectar Madrid y Lisboa en un tiempo de tres horas. Esto ya parece inviable hoy día. Aunque el proyecto para conectar las capitales de España y Portugal arrancó en la Cumbre Ibérica de Salamanca del año 2000, este no ha avanzado a la velocidad que se esperaba y el gobierno portugués ha manifestado su preferencia por el desarrollo prioritario de otras líneas. No obstante, el gobierno español ha reiterado que hay un compromiso claro para alcanzar dicha conexión, aunque sin fechas definidas.
La infraestructura está proyectada para una velocidad de 350 km/h para trenes de pasajeros, aunque inicialmente la velocidad máxima comercial que alcanzan los trenes es de 180 km/h con el Intercity y 200 km/h con el Alvia, con vía doble en el tronco o vía única en los accesos a ciudades y ancho ibérico.

## Trazado Madrid-Badajoz
La línea tendrá una longitud total de 437 km y está previsto que se construya en ancho internacional. La línea será en vía doble y electrificada en toda su extensión a 25 kV, AC, 50 Hz.

Esta línea de alta velocidad se inicia en Madrid, en la estación de Puerta de Atocha, siendo común a la LAV Madrid-Sevilla, y continuará por el ramal que va hacia Toledo, donde actualmente solo paran trenes AVANT. Esta ciudad pasaría a tener nuevos trenes con diferentes recorridos posibles (Madrid-Badajoz, Madrid-Lisboa, Barcelona-Badajoz, Barcelona-Lisboa...), no como ahora que solo tiene trenes a Madrid.

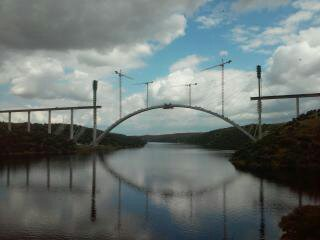
El viaducto sobre el embalse de Alcántara, cerca de Cañaveral, durante su construcción en 2016

Una vez pasado Toledo, el trazado atravesará el noroeste de Castilla-La Mancha, así como Extremadura, contando con paradas en Talavera de la Reina, Oropesa (Toledo) (por confirmar), Navalmoral de la Mata, Plasencia y Cáceres. La línea sigue entonces hacia el sur, en dirección a Mérida, ciudad que será servida por un ramal proveniente de la línea principal. A partir de Mérida, la línea gira hacia el oeste, en dirección a la frontera hispano-lusa. En la frontera existirá, cerca de Caia, una estación internacional, con conexión con la red convencional, que servirá a las ciudades de Badajoz y Elvas. La estación estará compuesta por un terminal de pasajeros, localizado en el lado español, y por un terminal de mercancías, en el lado portugués.

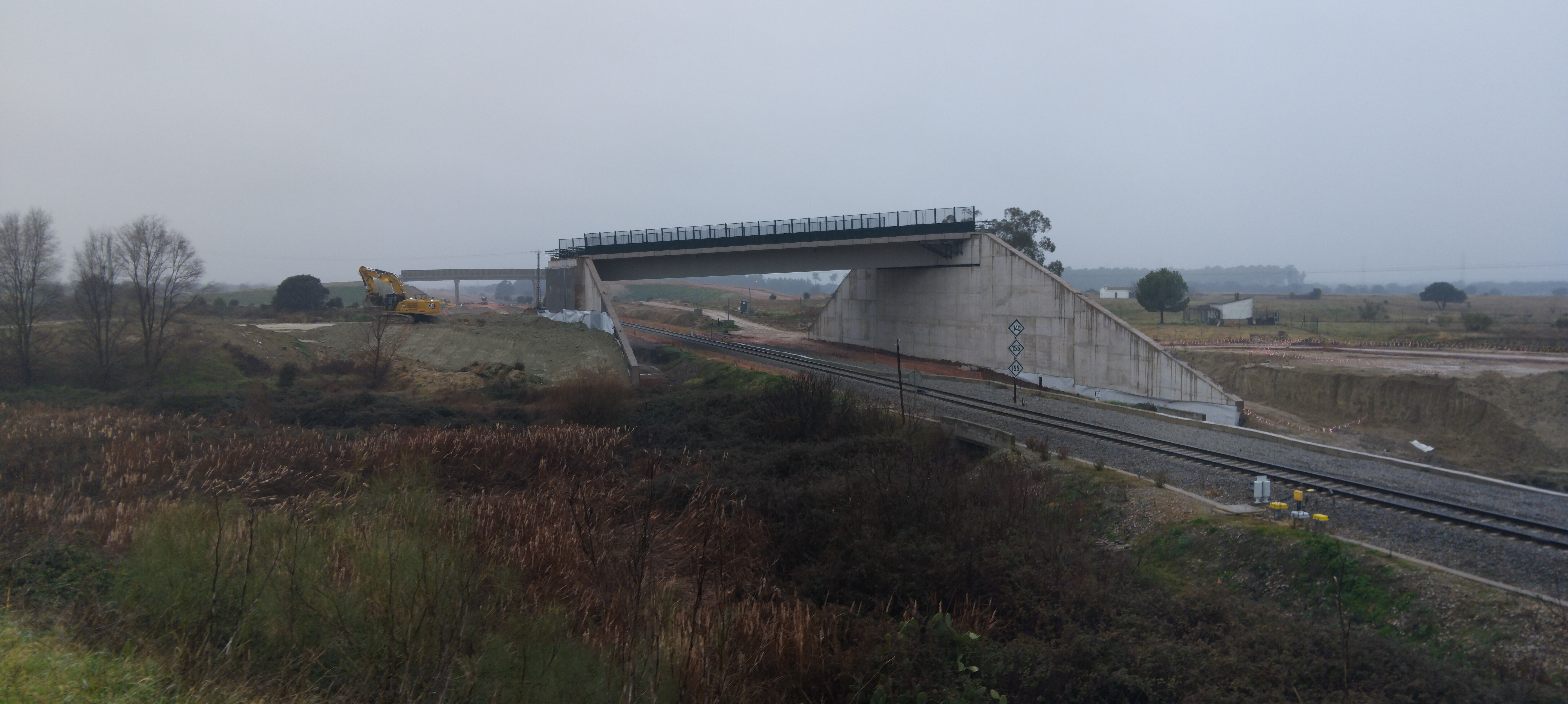
Obras LAV Extremadura. Navalmoral de la Mata. Enero 2025

## Trazado Badajoz-Lisboa
Desde Badajoz a Lisboa, el trazado está dividido en tres fases:
Fase 1 (2025): Apertura del primer tramo de alrededor de 100 kilómetros Évora-Elvas/Badajoz, que se encuentra actualmente en construcción. Este tramo permitirá que la duración aproximada del trayecto Lisboa-Badajoz sea de entre una hora y media a dos horas. Pasará por Alandroal, saldrá de Évora en dirección Elvas/Badajoz, siendo un recorrido más recto y no como antiguamente. Este nuevo tramo va en línea a las últimas renovaciones que ha estado haciendo el gobierno luso en materia de infraestructuras ferroviarias, renovando balasto, instalando traviesas polivalentes o de ancho mixto y electrificando diversos trazados que anteriormente no lo estaban. 
Este nuevo trazado de momento se hará en vía única, con plataforma para vía doble, con ancho ibérico con traviesas polivalentes y electrificada a 25kV de tensión, apta para velocidades hasta 250 km/h. Entre Lisboa hasta Vendas Novas habría vía doble (que de momento solo llega a Poceirão) y de Vendas Novas a la frontera entre Elvas y Badajoz vía única (hasta la fase 3).
El gobierno portugués e Infraestruturas de Portugal, realizaron un viaje experimental el 12 de enero de 2024 para mostrar el avanzado estado de la obra, aunque no se prevé circulación de trenes de mercancías, como mínimo, hasta mediados de 2025.
El 26 de abril de 2024 se puso en tensión eléctrica a 25kv el tramo de 50 km Évora-Alandroal.
Fase 2 (2030-2034): En esta fase, se abrirá el tramo Poceirão-Lisboa, inaugurando la tercera travesía del Tajo (TTT). A diferencia del Puente 25 de Abril, esta nueva travesía permitirá un mayor tráfico de trenes y reducirá el tiempo necesario para cruzar el río Tajo. Además, este tramo incluirá accesos al nuevo Aeropuerto de Lisboa, "Luis de Camões", facilitando a los usuarios del Alentejo y sur de Portugal junto a Extremadura (España) un acceso sencillo y rápido al nuevo aeropuerto. Se estima que los tiempos de viaje se reducirán en media hora, permitiendo que el trayecto Lisboa-Badajoz se pueda realizar en aproximadamente una hora a una hora y media. 
Fase 3 (2035-2040): Apertura del tramo Évora-Poceirão que permitirá reducir los tiempos en 20 o 30 minutos, por lo que ya de manera definitiva el trayecto Lisboa-Badajoz se podrá realizar en alrededor de 1 hora a 45 minutos. 
El gobierno de Portugal, tras varios años de negativa a completar todo el proyecto y de limitarse únicamente al tramo Évora-Elvas, anunció su decisión en 2024 de dar prioridad a la conexión de alta velocidad de Lisboa a Madrid por Badajoz y de completar su construcción para el año 2034.

## Apertura parcial: LAV Plasencia-Badajoz
La nueva Línea de Alta Velocidad, se realiza sobre la plataforma para vía doble de la LAV Madrid-Lisboa, excepto en los accesos a Plasencia (7,2 km), Cáceres (13,0 km) y Badajoz (13,3 km), que se ejecutan sobre la línea actual. La línea, apta para un máximo de 300 km/h, con velocidad de diseño de 350 km/h, con ancho ibérico y electrificada, se pondrá en servicio primero con BSL y ASFA, y posteriormente con ERTMS (ETCS 2, DaVinci y GSM-R). Los nuevos enclavamientos (BAU y BLAU Tipo 200 con verde destellante) se integrarán en el CTC de Sevilla.
El 18 de julio de 2022 se inauguró la LAV sin electrificar en un acto donde estuvieron presentes el presidente del gobierno, Pedro Sánchez, el rey Felipe VI y el presidente de la Junta de Extremadura, Guillermo Fernández Vara. La línea se abrió al público el 19 de julio con una sola vía disponible al ser la única de las dos que estaba terminada y con una flota de trenes Alvia S-730 y Intercity. A finales de 2022 se electrificaría la línea a 25 kV de tensión alterna entre Plasencia y Aljucén. Y a finales de 2023 se activaría la electrificación a la línea Aljucén-Mérida-Badajoz-Frontera Portuguesa y se activaría el ETCS nivel 2 de vía, así elevando la velocidad de 200 a 300 km/h solamente en la parte nueva de la LAV, los accesos a las ciudades obviamente no se subirán la velocidad. En 2024 se pondría en servicio el bypass de Mérida, aumentando en 15 kilómetros de LAV para los trenes que paran en Mérida, quedando los restantes 5 km para algún tráfico que no pare en Mérida. Actualmente se encuentra en obras desde el límite provincial de Cáceres-Toledo (Talayuela) hasta Plasencia, su entrada en servicio sería hacia el año 2026. En un futuro, cuando se haga el trazado Talayuela-Toledo, y llegue el ancho estándar a Extremadura, se haría una conversión de la actual LAV Talayuela-Badajoz de ancho ibérico (1668 mm) a estándar (1435 mm) gracias a las traviesas polivalentes, teniendo que mover los carriles para estrechar el ancho de vía. La fecha de esta última obra está aún sin determinar.
Tiene una longitud de 192,600 km más 2,192 en nuevos ramales de conexión con las líneas existentes, siendo sobre nueva plataforma 161,292 km.
Un tren Madrid-Badajoz recorrerá, como hasta ahora, 268,4 km hasta Plasencia, más 78,6 km hasta Cáceres (347,0 km hasta Madrid; ahora son 360,8 km) y otros 114,0 km hasta Badajoz (461,0 km hasta Madrid) si no entra en Mérida. Si tampoco lo hiciese en Plasencia serían 16,4 km menos: 444,6 km. Madrid-Badajoz, entrando en Plasencia y Mérida, serán 476,8 km (ahora son 492,0 km). Madrid-Mérida serán 417,6 km (ahora: 432,8 km).
Así pues, el ahorro con la nueva línea es de 13,8 km a Cáceres y 15,2 km tanto a Mérida como a Badajoz.
Instalaciones y puntos kilométricos de la LAV Plasencia-Badajoz
| Punto kilométrico | Instalación                                                                       |
| 000,000           | Plasencia                                                                         |
| 007,200           | Plasencia Aguja 7,2 (bifurcación actual hacia Monfragüe)                          |
| 009,200           | Plasencia Aguja 9,2 (incorporación desde Monfragüe por nuevo ramal)               |
| 035,700           | Cañaveral AV                                                                      |
| 069,100           | Bifurcación Casa de la Torre (incorporación actual desde Monfragüe)               |
| 078,600           | Cáceres (bifurcación hacia Valencia de Alcántara)                                 |
| 082,100           | Bifurcación Romanos (bifurcación hacia Aljucén-Mérida por convencional)           |
| 104,300           | PAET Aldea del Cano                                                               |
| 139,300           | Bifurcación Granja Las Encinas (bifurcación hacia Aljucén-Mérida por nuevo ramal) |
| 140,800           | La Garrovilla                                                                     |
| 179,300           | Bifurcación San Nicolás (incorporación desde Mérida y Montijo por convencional)   |
| 185,900           | Gévora                                                                            |
| 192,600           | Badajoz                                                                           |

## Reducción de los tiempos de viaje
Con la puesta en servicio de una parte de la infraestructura, aun sin electrificar, el tramo de la Línea de Altas Prestaciones Plasencia-Badajoz ha permitido mejoras en los tiempos, que con la puesta en funcionamiento de la línea de alta velocidad completa serán mayores:
| Origen  | Destino | Tiempo anterior (2020) | Tiempo actual (julio 2022) | Reducción frente al TALGO antiguo |
| ------- | ------- | ---------------------- | -------------------------- | --------------------------------- |
| Cáceres | Madrid  | 3:25                   | 3:04                       | 0:21 (10.24%)                     |
| Mérida  | Madrid  | 4:19                   | 3:44                       | 0:35 (13.51%)                     |
| Badajoz | Madrid  | 5:08                   | 4:18                       | 0:50 (16.24%)                     |

En el Vía Libre de noviembre de 2014 se anunció que el trayecto Madrid-Badajoz pasaría de 5:09 a 4:18 (a una media de 111 km/h); incluso, según anunció Adif, podría haber algún servicio en 3:35 sin parada en Mérida (a una media de 124 km/h). Madrid-Cáceres pasaría de 3:28 a 2:58 (a una media de 117 km/h), y Madrid-Mérida de 4:30 a 3:14 (a una media de 129 km/h). Hay 3 servicios diarios por sentido operados por trenes S730 de Renfe, necesitarán cambio de locomotora en Plasencia y Mérida. De todas formas parece que su puesta en marcha será parcial, ya que según el delegado del Gobierno, en 2022 solo estará terminado el tramo Badajoz-Mérida, con la misma distancia y velocidad máxima actuales.

## Tramos
| Tramo                                                                                    | Kilómetros    | Estado (fecha) | Plazo ejecución        | Finalización   | Notas |
| ---------------------------------------------------------------------------------------- | ------------- | --- | ---------------------- | -------------- | --- |
| Toledo (Toledo - Barcience)                                                              | 23,3/29,95    | EI complementario sometido a información pública (12/2024) (pendiente DIA) (pendiente licitación de proyecto de plataforma)             | -                      | -              | Doble vía |
| Torrijos (Barcience - Cazalegas)                                                         | 45,2          | EI complementario sometido a información pública (12/2024) (pendiente DIA) (pendiente licitación de proyecto de plataforma)             | -                      | -              | Doble vía |
| Talavera de la Reina (Cazalegas - Gamonal)                                               | 25,5          | En redacción del EI complementario (03/2023) (pendiente someter a información pública) (pendiente licitación de proyecto de plataforma) | 18 meses*              | 2025*          | Doble vía |
| Oropesa (Gamonal - Oropesa)                                                              | 33            | En redacción del EI complementario (03/2023) (pendiente someter a información pública) (pendiente licitación de proyecto de plataforma) | 18 meses*              | 2025*          | Doble vía |
| Talayuela - Plasencia                                                                    | 68,8          | En obras (05/2011) En redacción de proyecto de electrificación (01/2023) (pendiente licitación electrificación)                         | 36 meses** 12 meses* - | 2025** 2024* - | Doble vía |
| Integración Plasencia                                                                    |               | En obras (ramales de acceso) En redacción de proyecto de futura estación (07/2023) (licitación obras nueva estación)                    | - 24 meses* -          | - 2025* -      | Ramales de acceso, renovación estación actual y nueva estación                                                          |
| Plasencia - Cáceres                                                                      | 78,6          | En servicio (12/2023) | -                      | 2023           | Doble vía electrificada                                                                                                 |
| Integración Cáceres                                                                      |               | En servicio (11/2021) | -                      | 2021           | Ramales de acceso y renovación de la estación                                                                           |
| Cáceres - Mérida                                                                         | 46,4          | En servicio (12/2023) | -                      | 2023           | Doble vía electrificada                                                                                                 |
| Bypass de Mérida                                                                         | 18            | Parcialmente en servicio (12/2024) Electrificación                                                                                      | 13 meses               | 2025           | Doble vía electrificada                                                                                                 |
| Integración Mérida                                                                       |               | En servicio (11/2021) | -                      | 2021           | Ramales de acceso y renovación de estación                                                                              |
| Mérida - Badajoz                                                                         | 53,3          | En servicio (12/2023) | -                      | 2023           | Doble vía (Mérida - Montijo) electrificada                                                                              |
| Integración Badajoz                                                                      | 1,2           | En servicio (04/2023) | -                      | 2023           | Acceso y renovación de la estación                                                                                      |
| Badajoz - Frontera Portuguesa                                                            | 4,5           | En servicio (08/2024) | -                      | 2024           | |
| Bif. San Nicolás (Novelda del Guadiana) - Badajoz (nueva estación) - Frontera Portuguesa | 20 (estimado) | A espera de retomar el proyecto | -                      | -              | Tramo proyectado, se estima ejecución una vez se consolide en lo posible el tráfico ferroviario de la línea (2025-2030) |

 EI: Estudio Informativo, DIA: Declaración Impacto Ambiental

 * Hace referencia al estudio informativo complementario 

 ** Hace referencia al último tramo 

## Estaciones
- Madrid-Chamartin
- Madrid-Puerta de Atocha
- Toledo-Benquerencia **
- Toledo-Santa Bárbara
- Talavera de la Reina
- Navalmoral de la Mata
- Plasencia AV *
- Plasencia
- Cáceres
- Mérida
- Badajoz
- Badajoz AV / Elvas AV **

 * Estación pendiente de confirmar ubicación 
 ** Estación por confirmar su construcción 

## Críticas
En mayo de 2012, durante una entrevista, el entonces alcalde de Barcelona, Xavier Trias, dijo sobre el proyecto:

El Gobierno no puede impulsar catástrofes como el AVE a Extremadura.

Esto provocó un malestar general en el panorama político de Extremadura, así como multitud de reacciones. La más destacada fue la de José Antonio Monago, el entonces presidente de la Junta de Extremadura, quien respondió a las declaraciones del político catalán con la sonada frase «Si ten cullons, dímelo a la cara».